# Závadka (Gelnica)
Závadka (in ungherese Görögfalu) è un comune della Slovacchia facente parte del distretto di Gelnica, nella regione di Košice.